# ФК „Пардубице“
„Пардубице“ (на чешки: Fotbalový klub Pardubice a.s.), е чешки футболен клуб от град Пардубице.
Домакинските си мачове играе на стадион „Под Виници“ с капацитет 3 000 зрители.

## История
Клубът е основан през 2008 г. след обединението на отбора „Юниор“, МФК „Пардубице“ и „Тесла“ (Пардубице).
През сезон 2009/10 клубът е победител в Дивизия С (четвърта ниво) и влиза в Бохемската футболна лига. През сезон 2011/12 „Пардубице“ е втори в трета лига и заменя победителя в лигата „Хрудим“, който не е допуснат да играе във ФНЛ поради несъответствие на стадиона. През 2018/20 печели Втора дивизия и за първи път играе сред най-силните. Най-доброто си класиране заема още през следващия сезон 2020/21 – 7-о място.

## Успехи
- Фортуна лига:
  - 7-о (1): 2020/21
- Купа на Чехия:
  - 1/8 финал (1): 2015/16
- ФНЛ: (Второ ниво)
  -  Победител (1): 2011/12
- Дивизия С: (Четвърто ниво)
  -  Победител (1): 2009/10